# Autoba costimacula
Autoba costimacula är en fjärilsart som beskrevs av Saalmüller 1880. Autoba costimacula ingår i släktet Autoba och familjen nattflyn. Inga underarter finns listade i Catalogue of Life.